# Alessandro Farnese mlajši
Alessandro Farnese mlajši, italijanski rimskokatoliški duhovnik, škof in kardinal, * 7. oktober 1520, Valentano, † 2. marec 1589, Ostia.

## Življenjepis
1. novembra 1534 je bil imenovan za škofa Parme, 18. decembra istega leta pa bil povzdignjen v kardinala.
Pozneje je bil imenovan še na druge položaje:
- kardinal-diakon S. Angelo v Pescherii (18. december 1534),
- apostolski administrator Avignona (13. avgust 1535-15. junij 1551),
- kardinal-diakon S. Lorenzo v Damasu (13. avgust 1535),
- kardinal-duhovnik S. Lorenzo v Damasu (14. april 1564),
- škof Sabine (12. maj 1564),
- kardinal-škof Sabine (12. maj 1564),
- škof Frascatija (7. februar 1565),
- kardinal-škof Frascatija (7. februar 1565),
- kardinal-škof škof Porta in Santa Rufine (9. julij 1578),
- škof Ostie (5. december 1580) in
- kardinal-škof Ostie (5. december 1580).